# 普雷里維尤 (堪薩斯州)
普雷里維尤（英語：Prairie View）是一個位於美國堪薩斯州菲利普斯縣的城市。

## 地方資料
根據2020年美國人口普查的數據，普雷里維尤的面積為0.38平方千米，當中陸地面積為0.38平方千米，而水域面積為0.00平方千米。當地共有人口106人，而人口密度為每平方千米278.95人。